# Jeannie Epper
Jeannie Epper (Simi Valley, California, 27 de enero de 1941-Simi Vallery, 5 de mayo de 2024) fue una actriz y doble de riesgo estadounidense. 

## Carrera
En sus inicios se desenvolvió como productora cinematográfica para más tarde dedicarse a la profesión de actriz. Participó en películas como The Life and Times of Judge Roy Bean (1972), Foxy Brown (1974), Switchblade Sisters (1975), Drum (1976), Beverly Hills Cop III (1994), Kill Bill: Volume 2 (2004) y Quarantine (2008). Fue la doble de riesgo de la actriz Lynda Carter en La Mujer Maravilla, película de 1974.

### Vida personal
Parte de una importante familia de especialistas en Hollywood, Jeannie es hija de John Epper y hermana de Gary, Tony y Andy Epper.

## Filmografía
- Eleven Hour (2009)
- H2O (2009)
- Quarantine (2008)
- Evolution (2008)
- I Heart Huckabees (2004)
- Kill Bill: Vol. 2 (2004)
- Legacy (2004)
- Die Hard with a Vengeance (1995)
- A Dangerous Place (1995)
- Beverly Hills Cop III (1994)
- The Mighty Ducks (1992)
- Don't Tell Her It's Me (1990)
- The Gladiator (1986)
- Warning Sign (1985)
- Drum (1976)
- Switchblade Sisters (1975)
- Foxy Brown (1974)
- The Life and Times of Judge Roy Bean (1972)
- Cheyenne Autumn (1964)

## Premios
- Faith Hubley Web of Life Award (2003): Ganadora
- Lifetime Achievement Award (2007): Ganadora